# Bella Mare
La Tour Bella Mare est un gratte-ciel de la ville de Panama, au Panama.

## Historique
La Tour Bella Mare est une copropriété résidentielle de 44 étages et 169,42 mètres de haut, située en face de la mer dans le secteur de Punta Pacifica (es) à Panamá.
Commencé en 2006 et terminé en 2008, c'est un gratte-ciel à usage résidentiel qui dispose de 5 ascenseurs.